# Lauro Escorel
Lauro Escorel Filho, mais conhecido como Lauro Escorel (Washington, DC, 5 de janeiro de 1950), é um diretor, diretor de fotografia, roteirista, produtor e fotógrafo estadunidense-brasileiro de cinema.
Lauro Escorel é irmão do diretor Eduardo Escorel e filho de diplomata, e casado com a historiadora Marina de Mello e Souza.
Foi co-diretor do filme A Fera na Selva dirigido por Paulo Betti e Eliane Giardini.

## Prêmios e indicações
- Festival de Gramado (1974) - vencedor: Melhor Fotografia, por São Bernardo.
- Festival de Gramado (1978) - vencedor: Melhor Fotografia, por Lúcio Flávio, o Passageiro da Agonia.
- Festival de Gramado (1986) - vencedor: Prêmio Especial do Júri, como diretor de Sonho sem Fim
- ASC Award e ACE Award (1995) - indicado por Amelia Earhart.
- Grande Prêmio Brasil (2000) - indicado por Coração Iluminado.
- 5º Festival de Cinema do Recife - vencedor: Melhor Fotografia, por Domésticas.
- Cine Ceará (2002) - vencedor: Melhor Fotografia por Uma Vida em Segredo.
- Prêmio ABC de Cinematografia (2002) - indicado por O Xangô de Baker Street.[2]
- Festival Fiesp/Sesi de Cinema (2003) - Vencedor: Melhor Fotografia por Acquária.
- 39° Festival de Brasília (2006) - vencedor: Melhor Fotografia, por Batismo de Sangue.